# Osiek
Osiekⓘ é um município no sudeste da Polônia. Pertence à voivodia da Santa Cruz, no condado de Staszów. É a sede da comuna urbano-rural de Osiek e da paróquia católica romana de Santo Estanislau.
Estende-se por uma área de 17,4 km², com 1 962 habitantes, segundo o censo de 31 de dezembro de 2024, com uma densidade populacional de 113 hab./km².
Osiek recebeu o foral de cidade em 1363, foi rebaixada em 1869 e voltou a ter os direitos de cidade em 1994. Possui a única mina de enxofre a céu aberto ativa na Polônia.

## Toponímia
O nome Osiek significa, em polonês antigo, um “emaranhado”, ou seja, uma “fortificação ou fortaleza na floresta formada por troncos de árvores derrubadas, cuja função era proteger um assentamento florestal ou uma fronteira delimitada”. Um termo usado na Idade Média, registrado a partir do século XIII.

## Localização
A cidade fica na histórica Pequena Polônia, ao longo da estrada nacional n.º 79, que vai de Varsóvia a Bytom e na estrada provincial n.º 765, de Chmielnik até o anel viário de Osiek. Está localizada a 15 quilômetros a nordeste de Połaniec e a 18 quilômetros a oeste de Tarnobrzeg, 180 metros acima do nível do mar.

## História

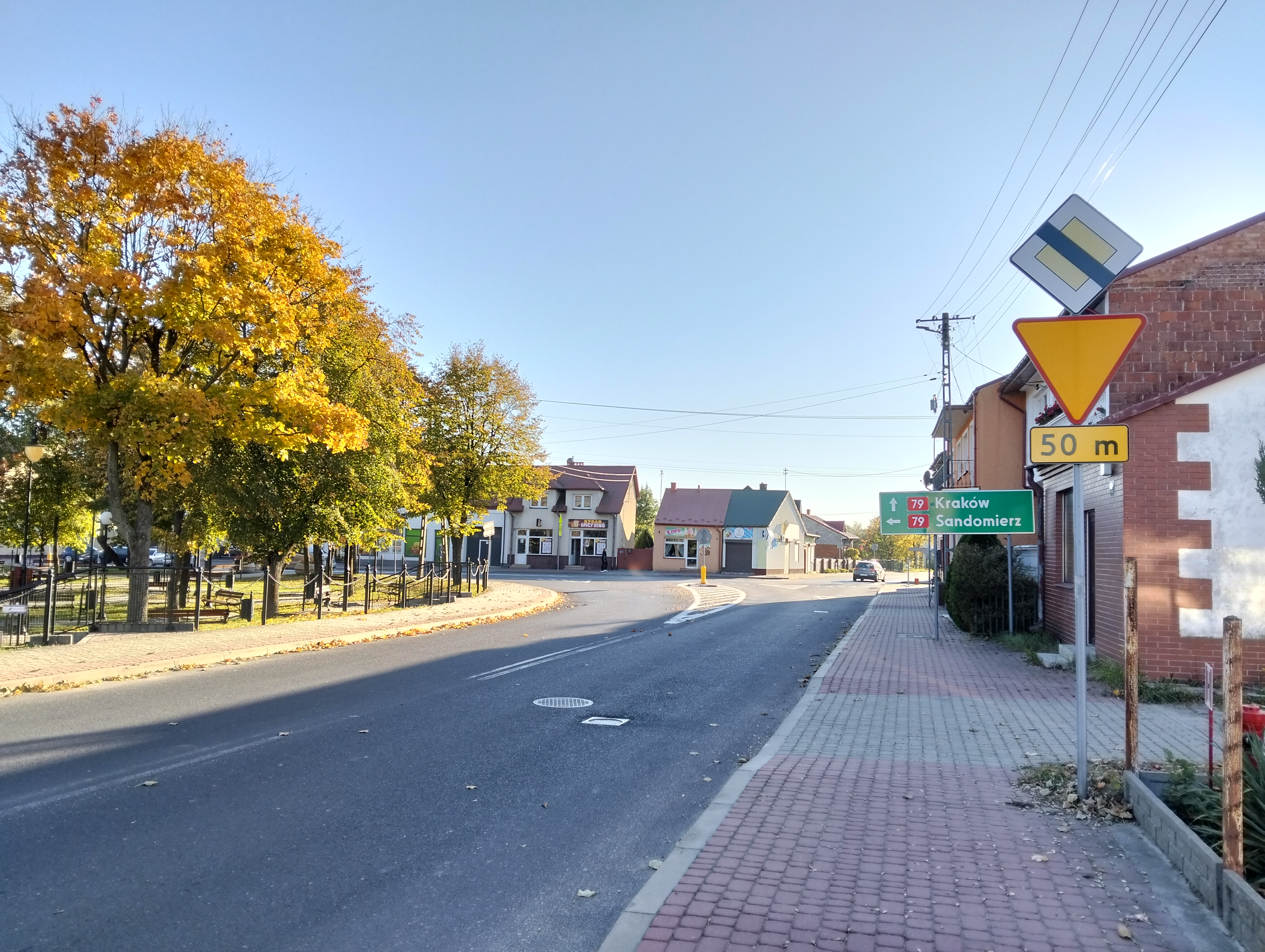
Parte da praça principal

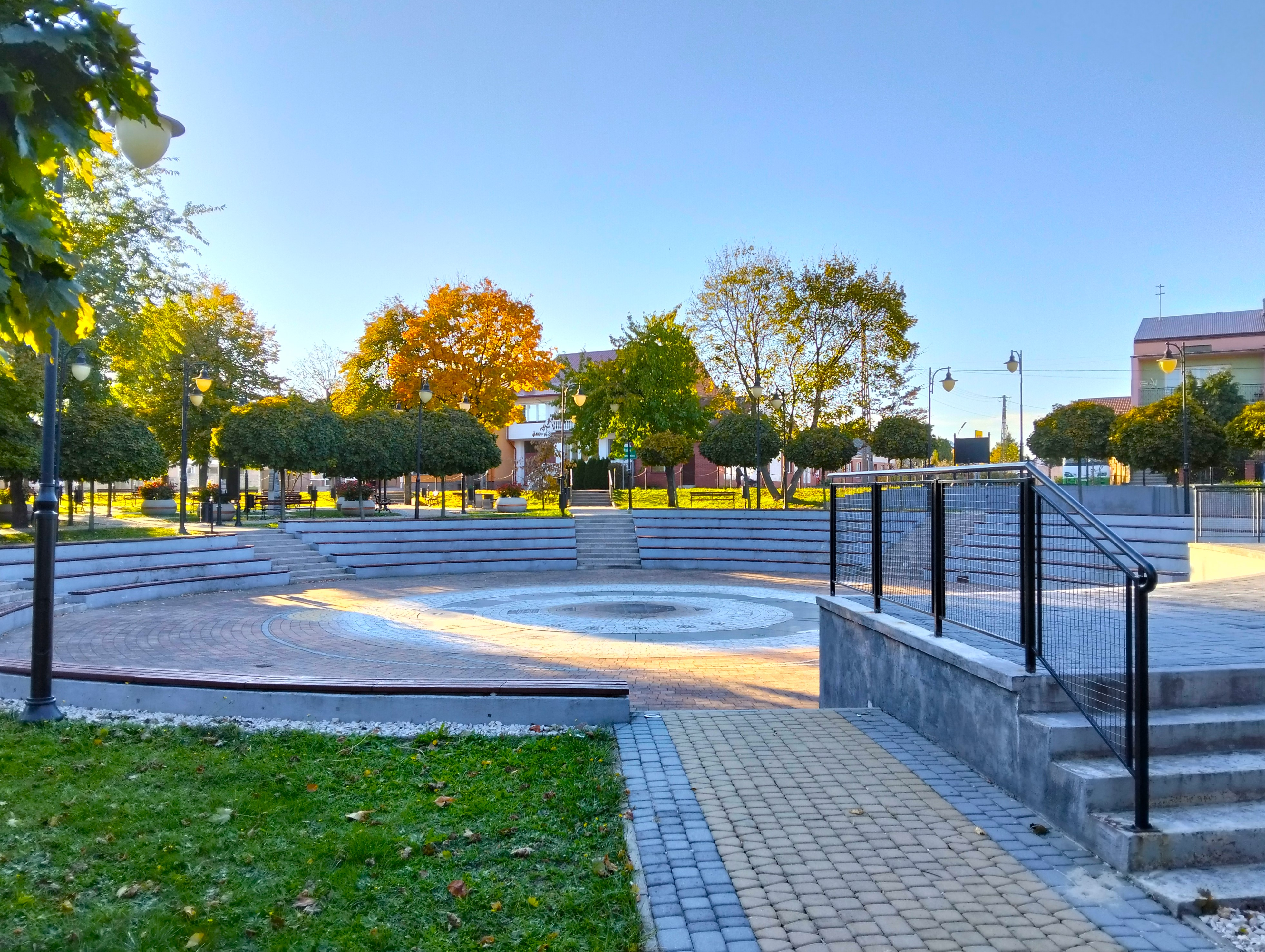
Amfiteatro no centro da praça

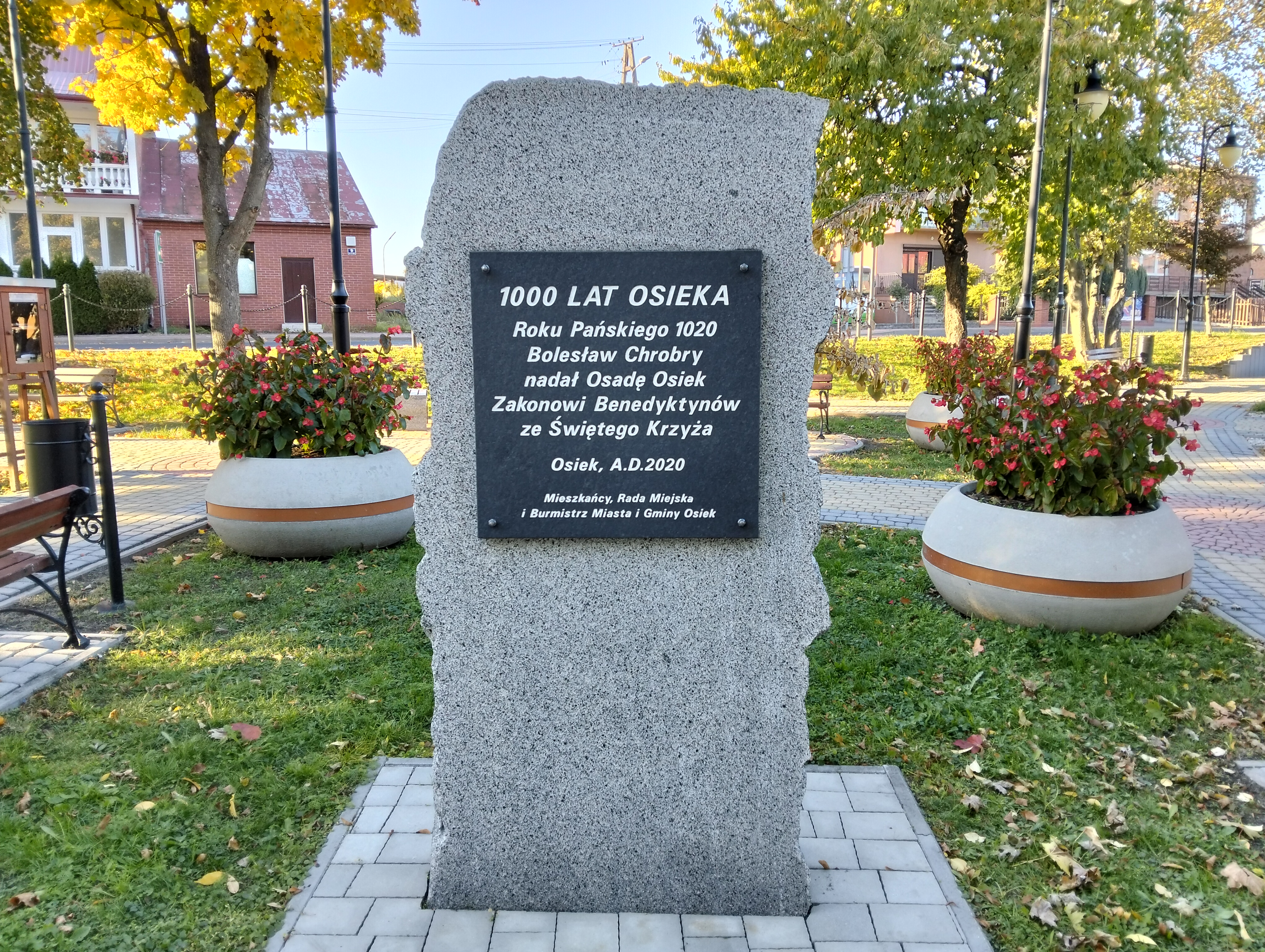
Monumento dos “1000 anos de Osiek”

Os primeiros registros da vila aparecem na época do duque Bolesław Wstydliwy, que tinha uma parada de viagem em Osiek, no caminho de Cracóvia para Sandomierz. Osiek foi dada ao duque pelo abade do Mosteiro de Lysogórski, que já havia governado o vilarejo. Em 1253, ela foi mencionada como Ossek, por ocasião da emissão de documentos aqui por Bolesław Wstydliwy. Naquela época, talvez já fosse um assentamento mercantil. Osiek estava em uma localização favorável, na rota real de Cracóvia para Sandomierz e Lublin, e mais adiante para o Grão-Ducado da Lituânia. Em 1280, durante a Batalha de Goźlice, uma aliança russo-tártara combinada saqueou a vila e sequestrou muitos dos habitantes locais. Em 1283, o duque Leszek, o Negro, convocou uma assembleia de cavaleiros para Osiek.
Em 1430, o rei Ladislau II Jagelão concedeu-lhe os direitos de Magdeburgo, permitindo que a cidade organizasse mercados semanais às quartas-feiras. Osiek era uma cidade real da Coroa do Reino da Polônia, administrativamente localizada no condado de Chęciny na voivodia de Sandomierz, na Província da Pequena Polônia. Ela prosperou durante a Era de Ouro da Polônia. Na segunda metade do século XVI, sua população era de 1 mil, com várias guildas, como padeiros, açougueiros, ferreiros, alfaiates, oleiros e moleiros. Osiek tinha 100 casas e uma igreja paroquial de madeira de São Estanislau. O declínio da cidade foi causado pela invasão sueca da Polônia (1655–1660). Como quase todas as cidades da Pequena Polônia, Osiek foi saqueada e queimada, e nunca se recuperou da destruição.
Após a Terceira Partição da Polônia, em 1795, foi anexada pela Áustria. Após a vitória polonesa na Guerra Austro-Polonesa de 1809, foi recuperada pelos poloneses e incluída no breve Ducado de Varsóvia. Após sua dissolução, desde 1815, fez parte do Congresso da Polônia controlado pela Rússia. A cidade declinou ainda mais no século XIX, perdendo seu foral em 1869, após a Revolta de Janeiro.
Durante a Invasão da Polônia (setembro de 1939), unidades em retirada do Exército Polonês lutaram aqui uma batalha com a Wehrmacht, na qual aproximadamente 100 poloneses morreram. Como resultado da destruição da Primeira e da Segunda Guerra Mundial, não há outros edifícios históricos em Osiek, exceto a igreja paroquial.
Nos anos 1975–1998, a cidade pertencia administrativamente à voivodia de Tarnobrzeg.
Em 1 de julho de 1994, Osiek, após 125 anos, recuperou seus direitos de cidade. Naquela época, foi inaugurada uma escola moderna, bem como um novo prédio da Prefeitura e Comuna de Osiek. Em 13 de outubro de 2007, foi inaugurado um pavilhão esportivo interligado ao prédio da escola pública de ensino médio.

## Geografia
A cidade de Osiek está localizada quase no limite da comuna de Osiek na parte noroeste, enquanto no extremo oposto estão as cidades de Staszów e Połaniec, é a parte sudeste da voivodia de Santa Cruz. Está localizado no cruzamento de estradas para: Sandomierz, Tarnobrzeg, Rzeszów, Staszów, Połaniec, Busko-Zdrój e Cracóvia. Administrativamente no condado de Staszów (14% da área do condado), geográfica e historicamente na Terra de Sandomierz, considerada uma área regional do Vale de Sandomierz, e dentro dela como parte do planalto de Sandomierz, outra parte do qual é a planície do rio Vístula chamada Powiśle.
Aproximadamente 17% da área total da comuna está na maioria degradada como resultado das atividades de mineração da mina "Siarkopol" Osiek no depósito de enxofre nativo.
A cidade e comuna de Osiek distinguem-se por uma riqueza de escavações arqueológicas em vários locais e de várias épocas, incluindo: perto de Lipnik (foram encontrados vasos e ferramentas de trabalho do antigo castro do Vístula) ou perto de Nekrasów Ukazowy (foram encontradas aqui ferramentas de sílex da Idade da Pedra).
Conforme a divisão físico-geográfica da Polônia, a cidade e a comuna de Osiek cobrem uma parte significativa da mesorregião da bacia de Połaniec, pertencente à macrorregião mais extensa da bacia do Nidzia. Para a comuna, essas são as áreas de Osiek a Ossala-Lesisko, os chamados solos arenosos pobres, cobertos principalmente por florestas ou constituindo terrenos baldios abaixo de 200 m a 170 m acima do nível do mar.
Os arredores sudeste e leste da cidade e da comuna de Osiek são delimitadas pelo rio Vístula, que faz parte da macrorregião da bacia de Sandomierz.
A parte oeste da cidade e comuna de Osiek é atravessada pelo rio Trzcianka, chamado Strzegomka (historicamente chamado Ossola), com seus afluentes da margem direita de vários cursos d'água. Por outro lado, a parte central da comuna de Osiek é atravessada pelo Bukowianka. Ambos os rios se juntam ao Vístula, o primeiro perto de Sworoń e o segundo perto de Długołęka, antes de desaguar no mar. Nenhum outro rio flui pelas áreas orientais da comuna de Osiek, mas próximo de Bukowa os córregos de água locais alimentam o rio Kacanka, que deságua no rio Koprzywianka, ainda maior. Nos limites da comuna, o Vístula também coleta pequenos riachos de água em vários canais de saída. Com exceção de algumas seções, esses canais são protegidos por aterros de terra contra as enchentes do Vístula.

## Demografia
Conforme os dados do Escritório Central de Estatística da Polônia (GUS) de 31 de dezembro de 2024, Osiek é uma cidade muito pequena com uma população de 1 962 habitantes (30.º lugar na voivodia de Santa Cruz e 876.º lugar na Polônia), tem uma área de 17,4 km² (12.º lugar na voivodia de Santa Cruz e 364.º lugar na Polônia) e uma densidade populacional de 113 hab./km² (44.º lugar na voivodia de Santa Cruz e 956.º lugar na Polônia). Entre 2002–2024, o número de habitantes aumentou 1,0%.
Os habitantes de Osiek constituem cerca de 2,88% da população do condado de Staszów, constituindo 0,17% da população da voivodia de Santa Cruz.
| Descrição                         | Total      | Total    | Mulheres   | Mulheres | Homens     | Homens   |
| --------------------------------- | ---------- | -------- | ---------- | -------- | ---------- | -------- |
| unidade                           | habitantes | %        | habitantes | %        | habitantes | %        |
| população                         | 1 962      | 100      | 988        | 50,4     | 974        | 49,6     |
| área                              | 17,4 km²   | 17,4 km² | 17,4 km²   | 17,4 km² | 17,4 km²   | 17,4 km² |
| densidade populacional (hab./km²) | 113        | 113      | 57,0       | 57,0     | 56,0       | 56,0     |

## Monumentos históricos
- Igreja paroquial de Santo Estanislau, com decoração e mobília do final do século XVII e início do século XVIII.
- Castelo — mencionado desde o reinado de Casimiro, o Grande, mas agora inexistente.[7]

## Educação

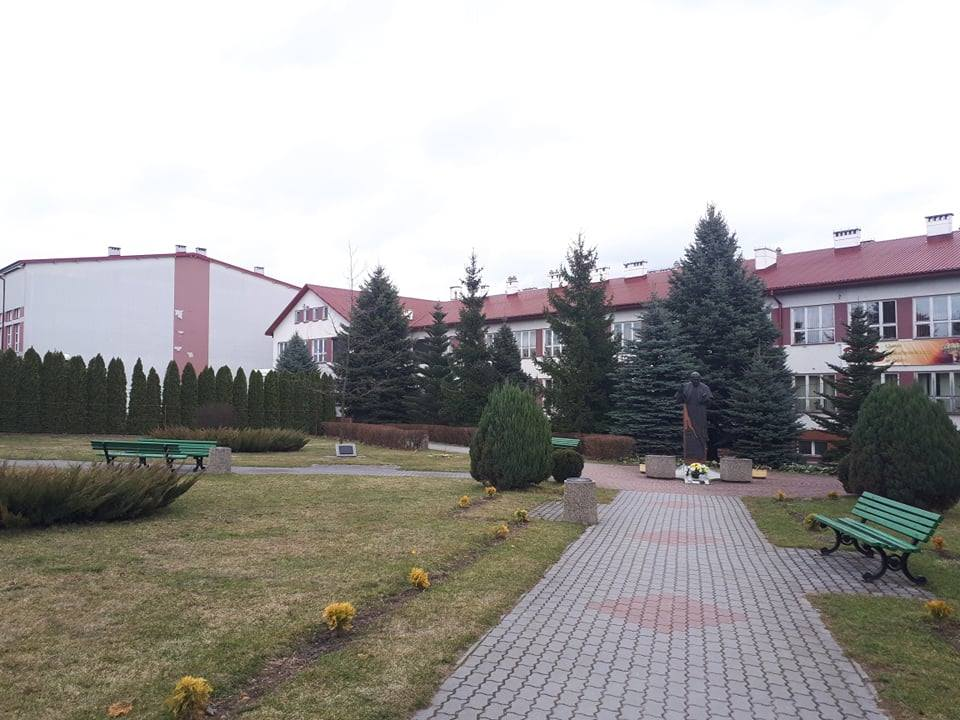
Complexo escolar de Osiek

Desde 2008, há o complexo escolar João Paulo II na rua Wolności, 24a. Criado por meio da fusão de várias unidades e da incorporação do complexo escolar de ensino médio João Paulo II.

## Transporte
A rede rodoviária foi significativamente modificada nos últimos 25 anos, mas ainda deixa muito a desejar. As estradas de terra em determinadas estações (primavera, outono) são intransitáveis devido ao solo argiloso. No período de verão, é o solo arenoso que dificulta a locomoção devido à ausência de uma fundação adequada e de sua pavimentação.
Em termos de transporte, o município é pobre, por haver apenas algumas centenas de quilômetros de estradas asfaltadas, principalmente em trechos das principais rodovias Cracóvia-Sandomierz, Osiek-Jędrzejów e as conexões locais restantes das principais rodovias e em outros pontos que, sem dúvida, serão conectados por estrada daqui a uma dúzia de anos.
Há uma parada de trem em Osiek Staszowski, precisamente na parte de Parysówka da cidade.